# Comiket
Comiket (コミケット Komiketto) hay đầy đủ là Comic Market (コミックマーケット Komikku Māketto), là hội chợ dōjinshi lớn nhất thế giới tổ chức hai lần mỗi năm ở Tokyo, Nhật Bản. Comiket đầu tiên được tổ chức vào ngày 21 tháng 12 năm 1975, với chỉ khoảng 32 circle doujin và 600 người tham dự. Số người tham dự tăng lên hàng năm và đến nay đã có hơn nửa triệu khách tham quan mỗi kỳ. Comiket ngày nay thường được tổ chức vào giữa tháng 8 (NatsuComi) và cuối tháng 12 (FuyuComi) hàng năm.
Comiket là không gian nhắm đến của hầu hết nỗ lực tự sáng tác dōjinshi, tự xuất bản và sản xuất tác phẩm. Bởi vì hàng hóa bày bán ở Comiket được coi là rất hiếm (do dōjinshi thường không được tái bản), một số mặt hàng có thể được tìm thấy trong các cửa hàng hoặc trên Internet với giá cao gấp 10 lần giá gốc của sản phẩm, và trong một số trường hợp, hơn 100 lần. Bên cạnh các mặt hàng tự xuất bản, Comiket còn là cơ hội kinh doanh của các cá nhân tên tuổi và tổ chức thương mại trong văn hóa otaku, cũng như thu sút sự tham gia của nhiều tập đoàn phần mềm máy tính. Duy trì hoạt động của Comiket là trách nhiệm của Ủy ban Trù bị Comic Market (ComiketPC).